# 鄧恩冰川
73°36′S 165°46′E / 73.600°S 165.767°E
鄧恩冰川（英語：Dunn Glacier），是南極洲的冰川，位於維多利亞地的博克格雷溫克海岸，流經凱西山西北坡，最終注入破冰船冰川，美國地質調查局根據測量和該國海軍的空中照片繪入地圖，現時由南極條約體系管理。